# Liste der Kulturdenkmale in Unkersdorf
Die Liste der Kulturdenkmale in Unkersdorf umfasst sämtliche Kulturdenkmale der Dresdner Gemarkung Unkersdorf.

## Legende
- Bild: Bild des Kulturdenkmals, ggf. zusätzlich mit einem Link zu weiteren Fotos des Kulturdenkmals im Medienarchiv Wikimedia Commons. Wenn man auf das Kamerasymbol klickt, können Fotos zu Kulturdenkmalen aus dieser Liste hochgeladen werden:
- Bezeichnung: Denkmalgeschützte Objekte und ggf. Bauwerksname des Kulturdenkmals
- Lage: Straßenname und Hausnummer oder Flurstücknummer des Kulturdenkmals. Die Grundsortierung der Liste erfolgt nach dieser Adresse. Der Link (Karte) führt zu verschiedenen Kartendiensten mit der Position des Kulturdenkmals. Fehlt dieser Link, wurden die Koordinaten noch nicht eingetragen. Sind diese bekannt, können sie über ein Tool mit einer Kartenansicht einfach nachgetragen werden. In dieser Kartenansicht sind Kulturdenkmale ohne Koordinaten mit einem roten bzw. orangen Marker dargestellt und können durch Verschieben auf die richtige Position in der Karte mit Koordinaten versehen werden. Kulturdenkmale ohne Bild sind an einem blauen bzw. roten Marker erkennbar.
- Datierung: Baubeginn, Fertigstellung, Datum der Erstnennung oder grobe zeitliche Einordnung entsprechend des Eintrags in der sächsischen Denkmaldatenbank
- Beschreibung: Kurzcharakteristik des Kulturdenkmals entsprechend des Eintrags in der sächsischen Denkmaldatenbank, ggf. ergänzt durch die dort nur selten veröffentlichten Erfassungstexte oder zusätzliche Informationen
- ID: Vom Landesamt für Denkmalpflege Sachsen vergebene, das Kulturdenkmal eindeutig identifizierende Objekt-Nummer. Der Link führt zum PDF-Denkmaldokument des Landesamtes für Denkmalpflege Sachsen. Bei ehemaligen Kulturdenkmalen können die Objektnummern unbekannt sein und deshalb fehlen bzw. die Links von aus der Datenbank entfernten Objektnummern ins Leere führen. Ein ggf. vorhandenes Icon  führt zu den Angaben des Kulturdenkmals bei Wikidata.

## Liste der Kulturdenkmale in Unkersdorf
| Bild                                    | Bezeichnung | Lage                         | Datierung                                                                                               | Beschreibung | ID       |
| --------------------------------------- | --- | ---------------------------- | --- | --- | -------- |
| Weitere Bilder                          | Dorfkirche Unkersdorf: Kirche mit Ausstattung, umgebender Kirchhof und Einfriedungsmauer                                               | Am Schreiberbach (Karte)     | 12./13. Jh. (Kirche), 1697, Neubau Saal (Kirche), um 1600 (Altarbild), 1766 (Kanzelaltar), 1896 (Orgel) | kleine, verputzte Saalkirche mit baulichen Resten romanischen Mauerwerks, Umbau Ende 17. Jahrhundert, achteckiger Kirchturm mit Uhr, baugeschichtlich und ortsgeschichtlich von Bedeutung Die Unkersdorfer Kirche entstand im 14. Jahrhundert und war neben Unkersdorf auch für die Nachbarorte Steinbach und Roitzsch zuständig. In den Jahren 1586 und 1613 erfolgte ein Umbau der Kirche durch den Tharandter Baumeister Johann George Lorenz. Durch die Einquartierung preußischer Truppen entstanden Schäden an der Kirche, die 1766 beseitigt wurden. Im Jahr 1896 erhielt die Unkersdorfer Kirche neue Glocken und eine neue Orgel. Seit 1931 ist die Kirche als Filialkirche zu Weistropp gehörig. | 09283144 |
|                                         | Wegesäule | Am Schreiberbach (Karte)     | 1. Hälfte 19. Jh. (Wegestein)                                                                           | Sandstein mit herausgearbeiteter Krone, dazu Inschrift (nach Oberwartha, Kaufbach und Hündorf), ortsgeschichtlich bedeutend | 09283054 |
| Direkt Bild zu diesem Denkmal hochladen | Zwei Wohnhäuser | Am Schreiberbach 1 (Karte)   | um 1800 (Wohnhaus), 2. H. 19. Jh., eventuell 1861 (Wohnhaus)                                            | das östliche Gebäude der ehemalige Gasthof Unkersdorf, beide Bauten mit verputztem Fachwerkobergeschoss und Satteldächern, das westliche Wohnhaus wohl das älteste von Unkersdorf, bedeutend für Ortsbild, als Zeugnis ländlicher Architektur und Volksbauweise baugeschichtlich von Bedeutung, als Teil der historisch gewachsenen und erhaltenen Dorfstruktur von Unkersdorf und als ehemaliges Gasthaus ortsgeschichtlich von Belang | 09283255 |
| Direkt Bild zu diesem Denkmal hochladen | Toranlage eines Bauernhofes | Am Schreiberbach 5 (Karte)   | 19. Jh., Tafeln bezeichnet 1670 (Toreinfahrt)                                                           | feldseitiger Abschluss des Hofes mit Pforte und Toreinfahrt, Inschrifttafel mit Datierung 1670, bauzeitlich drei Tafeln vorhanden, baugeschichtlich und ortsgeschichtlich von Bedeutung | 09283157 |
| Direkt Bild zu diesem Denkmal hochladen | Wohnstallhaus und Scheune eines Dreiseithofes                                                                                          | Am Schreiberbach 7 (Karte)   | bezeichnet 1824 und 1840 (Wohnstallhaus), um 1840 (Scheune)                                             | Wohnstallhaus mit verputzten Fachwerk im Obergeschoss und steilem abgeschlepptem Satteldach, zweitorige verputzte Scheune mit Satteldach, als Zeugnis ländlicher Architektur und Volksbauweise baugeschichtlich von Bedeutung, als Teil der historisch gewachsenen und erhaltenen Dorfstruktur von Unkersdorf ortsgeschichtlich von Belang | 09283155 |
| Direkt Bild zu diesem Denkmal hochladen | Wohnstallhaus, Auszugshaus und Scheune eines Dreiseithofes                                                                             | Am Schreiberbach 13 (Karte)  | bezeichnet 1854 (Wohnstallhaus), nach 1854 (Auszugshaus)                                                | Wohnstallhaus verputzt mit steilem abgeschlepptem Satteldach, Auszugshaus mit Fachwerkobergeschoss, Fachwerkscheune mit holzverschaltem zugewandtem Giebel und hofseitigem Kellerzugang, als Zeugnis ländlicher Architektur und Volksbauweise baugeschichtlich von Bedeutung, als Teil der historisch gewachsenen und erhaltenen Dorfstruktur von Unkersdorf ortsgeschichtlich von Belang | 09283153 |
| Direkt Bild zu diesem Denkmal hochladen | Alte Schule: Ehemalige Schule | Am Schreiberbach 17 (Karte)  | bezeichnet 1870 (MDCCCLXX)                                                                              | heute Wohnhaus, zweigeschossiger Putzbau mit Natursteingliederung, Inschrifttafel und Satteldach, als ehemalige Schule und Teil der historisch gewachsenen und erhaltenen Dorfstruktur von Unkersdorf ortsgeschichtlich von Belang | 09283147 |
| Direkt Bild zu diesem Denkmal hochladen | Wohnstallhaus, Auszugshaus und Scheune eines ehemaligen Vierseithofes                                                                  | Am Schreiberbach 19 (Karte)  | 1699 Dendro (Wohnstallhaus)                                                                             | Wohnstallhaus und Seitengebäude mit verputztem Fachwerk im Obergeschoss und Satteldach, das Auszugshaus mit Außentreppe ins Obergeschoss, zweitorige verputzte Scheune mit Satteldach, vor allem das weitgehend bauzeitlich erhaltene Auszugshaus als Zeugnis ländlicher Architektur und Volksbauweise baugeschichtlich von Bedeutung, Hofanlage als Teil der historisch gewachsenen und erhaltenen Dorfstruktur von Unkersdorf ortsgeschichtlich von Belang | 09283151 |
| Direkt Bild zu diesem Denkmal hochladen | Alter Pfarrhof: Wohnhaus, Scheune, Hofmauer und Pferdetränke eines Dreiseithofes                                                       | Am Schreiberbach 23a (Karte) | bezeichnet 1842 (Bauernhaus), um 1900 (Scheune)                                                         | ortsbildprägendes Wohnhaus mit Fachwerkobergeschoss und -giebeln, Scheune verputzt und zu Wohnzwecken umgebaut, Anlage als Zeugnis ländlicher Architektur ihrer Zeit baugeschichtlich von Bedeutung, als ehemaliger Pfarrhof und Teil der historisch gewachsenen und erhaltenen Dorfstruktur von Unkersdorf ortsgeschichtlich von Belang Während des Siebenjährigen Krieges wohnte der preußische Prinz Heinrich mehrere Wochen im Unkersdorfer Pfarrhaus. | 09283150 |
| Direkt Bild zu diesem Denkmal hochladen | Wohnstallhaus aus zwei Gebäuden im Winkel, Seitengebäude, Scheune, Brunnen und Hofeinfahrt sowie Einfriedungsmauer eines Vierseithofes | Am Schreiberbach 25 (Karte)  | bezeichnet 1818 (Wohnstallhaus), bezeichnet 1743 (Scheune), bezeichnet 1844 (Toreinfahrt)               | Wohnstallhaus im südlichen Teil mit verputztem Fachwerk im Obergeschoss und Satteldach mit abgeschlepptem Anbau zum Kaufbacher Weg, Seitengebäude mit verputztem Fachwerkobergeschoss, hofseitigen Anbauten und Satteldach, Scheune massiv mit Krüppelwalmdach, Einfriedungsmauer im westlichen Bereich des Grundstückes erhalten, Hof als Zeugnis ländlicher Architektur und Volksbauweise baugeschichtlich von Bedeutung, als Teil der historisch gewachsenen und erhaltenen Dorfstruktur von Unkersdorf ortsgeschichtlich von Belang | 09283149 |
| Direkt Bild zu diesem Denkmal hochladen | Wohnhaus mit Anbau als Gesindehaus und Reste der Hofeinfahrt eines ehemaligen Vierseithofes                                            | Am Schreiberbach 27 (Karte)  | 1. Hälfte 19. Jh. (Bauernhaus)                                                                          | Wohnhaus mit verputztem Fachwerk im Obergeschoss und Satteldach, Anlage als Zeugnis ländlicher Architektur und Volksbauweise baugeschichtlich von Bedeutung, als Teil der historisch gewachsenen und erhaltenen Dorfstruktur von Unkersdorf ortsgeschichtlich von Belang | 09283148 |
| Direkt Bild zu diesem Denkmal hochladen | Wohnhaus und Stützmauer | Am Wetterbusch 1 (Karte)     | 1821 (Bauernhaus)                                                                                       | ortsbildprägendes Fachwerkhaus mit Krüppelwalmdach, straßenseitig mit massivem Sockelgeschoss und holzverschaltem Obergeschoss, abgewandter westlicher Giebel verbrettert, als Zeugnis ländlicher Architektur und Volksbauweise baugeschichtlich von Bedeutung, als Teil der historisch gewachsenen und erhaltenen Dorfstruktur von Unkersdorf ortsgeschichtlich von Belang | 09283156 |
| Direkt Bild zu diesem Denkmal hochladen | Seitengebäude und Scheune eines ehemaligen Dreiseithofes                                                                               | Kaufbacher Weg 7 (Karte)     | bezeichnet 1838 (Auszugshaus), bezeichnet 1896 (Scheune)                                                | Auszugshaus mit Fachwerkobergeschoss und -giebel, massive, verputzte Scheune mit den ortstypischen ziegelversetzten Rundbogenöffnungen in den Giebeln, Anlage als Zeugnis ländlicher Architektur und Volksbauweise baugeschichtlich von Bedeutung, als Teil der historisch gewachsenen und erhaltenen Dorfstruktur von Unkersdorf ortsgeschichtlich von Belang | 09283146 |
| Direkt Bild zu diesem Denkmal hochladen | Wohnstallhaus, Seitengebäude und Scheune eines Bauernhofes sowie Stützmauer                                                            | Teichweg 2 (Karte)           | nach 1850 (Wohnstallhaus), bezeichnet 1903 (Scheune), bezeichnet 1744 (Seitengebäude)                   | Wohnstallhaus verputzt mit Krüppelwalmdach, massive Scheune mit Klinkergliederung und feldseitiger Hocheinfahrt, Stützmauer an der Straße im südlichen Bereich des Grundstückes, Hof als Zeugnis ländlicher Architektur baugeschichtlich von Bedeutung, als Teil der historisch gewachsenen und erhaltenen Dorfstruktur von Unkersdorf ortsgeschichtlich von Belang | 09283158 |
| Direkt Bild zu diesem Denkmal hochladen | Wohnstallhaus (zwei Teile) und gegenüberliegendes Seitengebäude eines Vierseithofes                                                    | Teichweg 6 (Karte)           | 1. Hälfte 19. Jh. (Wohnstallhaus)                                                                       | Wohnstallhaus in zwei Bauphasen errichtet, der westliche ältere Teil mit rückwärtigem abgeschleppten Anbau, massives Seitengebäude mit steilem Satteldach und den ortstypischen ziegelversetzten Öffnungen im zugewandten Giebel, Anlage als Zeugnis ländlicher Architektur baugeschichtlich von Bedeutung, als Teil der historisch gewachsenen und erhaltenen Dorfstruktur von Unkersdorf ortsgeschichtlich von Belang | 09283159 |
| Direkt Bild zu diesem Denkmal hochladen | Hofeinfahrt eines Bauernhofes | Teichweg 8 (Karte)           | bezeichnet 1803 (Toreinfahrt)                                                                           | Sandstein, teilweise verputzt, Schlußstein mit Datierung, ortsgeschichtlich von Belang | 09283160 |
| Direkt Bild zu diesem Denkmal hochladen | Wohnstallhaus, Seitengebäude und Scheune eines Dreiseithofes                                                                           | Teichweg 12 (Karte)          | bezeichnet 1905 (Wohnstallhaus), bezeichnet 1883 (Scheune)                                              | massive verputzte Bauten mit Satteldächern, Seitengebäude mit Kumthalle, Hof als Zeugnis ländlicher Architektur baugeschichtlich von Bedeutung, als Teil der historisch gewachsenen und erhaltenen Dorfstruktur von Unkersdorf ortsgeschichtlich von Belang | 09283161 |
| Direkt Bild zu diesem Denkmal hochladen | Scheune eines Bauernhofes | Teichweg 18 (Karte)          | bez. 1821 (Scheune)                                                                                     | Scheune eines Bauernhofes | 09283162 |

## Ehemalige Kulturdenkmale
| Bild                                    | Bezeichnung | Lage                     | Datierung | Beschreibung | ID |
| --------------------------------------- | ----------- | ------------------------ | --------- | ------------ | -- |
| Direkt Bild zu diesem Denkmal hochladen | Scheune     | Am Schreiberbach (Karte) |           |              |    |